# Desha County
Desha County är ett administrativt område i delstaten Arkansas, USA. År 2010 hade countyt 13 008 invånare. Den administrativa huvudorten (county seat) är Arkansas City.
Countyt grundades 1838 och fick sitt namn efter Benjamin Desha.

## Geografi
Enligt United States Census Bureau har countyt en total area på 2 124 km². 1 982 km² av den arean är land och 142 km² är vatten.

### Angränsande countyn
- Arkansas County  - nord
- Phillips County  - nordöst
- Bolivar County, Mississippi  - öst
- Chicot County  - syd
- Drew County  - sydväst
- Lincoln County  - nordväst

### Orter
- Arkansas City (huvudort)
- Dumas